# Rudolf Pivoňka
Rudolf Pivoňka (* 21. listopadu 1952 Brno) je český podnikatel a bývalý lední hokejista, který nastupoval v obraně.

## Hokejová kariéra
V československé lize nastoupil za TJ ZKL Brno v jednom utkání. V nižších soutěžích hrál za TJ Tatra Kopřivnice, VTJ Dukla Trenčín (během základní vojenské služby), TJ Iskra Smrečina Banská Bystrica a TJ Náměšť nad Oslavou.

## Klubové statistiky
| Sezona    | Klub                              | Soutěž  | Základní část | Základní část | Základní část | Základní část | Základní část |
| Sezona    | Klub                              | Soutěž  | Z             | G             | A             | B             | TM            |
| --------- | --------------------------------- | ------- | ------------- | ------------- | ------------- | ------------- | ------------- |
| 1972/1973 | TJ Tatra Kopřivnice               | 2. liga | –             | 4             | –             | –             | –             |
| 1973/1974 | TJ ZKL Brno                       | 1. liga | 1             | 0             | 0             | 0             | 0             |
| 1974/1975 | VTJ Dukla Trenčín                 | 2. liga | –             | 0             | –             | –             | –             |
| 1977/1978 | TJ Iskra Smrečina Banská Bystrica | 2. liga | 34            | 6             | –             | –             | –             |
| 1978/1979 | TJ Iskra Smrečina Banská Bystrica | 2. liga | 44            | 8             | –             | –             | –             |
| 1979/1980 | TJ Iskra Smrečina Banská Bystrica | 2. liga | 28            | 1             | –             | –             | –             |
| 1980/1981 | TJ Iskra Smrečina Banská Bystrica | 2. liga | 6             | 0             | –             | –             | –             |
| 1981/1982 | TJ Iskra Smrečina Banská Bystrica | 2. liga | 37            | 2             | –             | –             | –             |